# Phaulopsis barteri
Phaulopsis barteri är en akantusväxtart som beskrevs av T. Anders.. Phaulopsis barteri ingår i släktet Phaulopsis och familjen akantusväxter. Utöver nominatformen finns också underarten P. b. pauciglandula.